# 魔童謠
《魔童謠》（英語：Skinamarink）是一部2022年加拿大實驗恐怖片，編導凱爾·愛德華·鮑爾（Kyle Edward Ball）的長片處女作，講述兩個孩子在夜裡醒來，發現父親不見蹤影，而且家裡的窗戶、門和其他物品不翼而飛；當他們決定等待大人回來時，一個神秘的聲音發出了呼喚。
鮑爾在製作《魔童謠》之前經營著YouTube頻道，他會根據留言者講述的噩夢上傳影片，之後為了當成《魔童謠》的概念验证而製作了2020年短片《見鬼》（Heck）。《魔童謠》是鮑爾位於加拿大愛德蒙頓的童年家中採數位拍攝；2022年7月25日在第26屆奇幻影展上首映，並繼續在其他影展放映，其中包括提供在家觀看選項的影展。其中一個影展平台由於技術問題，片源副本被洩露到網上，導致電影正式上映前就在TikTok、Reddit和Twitter等社交媒體應用程式及網站上流傳，並獲得了口碑相傳的好評。
《魔童謠》2023年1月13日經由IFC午夜在美國和加拿大上映，2月2日上線恐怖串流媒體服務Shudder。電影表現成功，憑僅1.5萬美元的低預算而取得超過兩百萬美元的票房，在影評界口碑普遍正面，多數讚賞電影對童年恐懼經歷的塑造；但反之，觀眾間的口碑相當兩極分化。

## 劇情
1995年，六歲的姊姊凱莉告知父親，四歲的凱文在夢遊中受傷，凱文隨後被送往醫院並帶回家。爸爸與他人通電，表示凱文只是撞到了頭，醫院無需要給予縫針。一段時間後，姊弟半夜醒來，發現父親疑似不見蹤影，家裡的門窗等物品也逐漸離奇消失。
凱文建議兩人睡在樓下的沙發上，同時開著電視機播放卡通影片。他們醒來發現屋子內烏漆墨黑，聽到無法解釋的砰砰聲，更發現一把椅子倒立於天花板上。凱文詢問爸爸的去向，但凱莉一無所知。凱文然後建議「也許他和媽媽一起去了。」凱文之後發現樓下浴室的馬桶消失；凱文讓凱莉陪自己去樓上的洗手間時，看到臥室天花板上吸著一個洋娃娃，嚇得向姊姊表示害怕上廁所。他們決定在樓下的浴室裡放兩個水桶。
一道神秘的聲音從黑暗中呼喚凱莉上樓。凱莉獨自上樓後在臥室裡看到了爸爸，並照爸爸的旨意查看床底，但什麼也沒看到；然後她看到媽媽坐在床的另一邊，媽媽告訴凱莉他們愛著她和凱文，並指示她在自己消失前閉上眼睛。凱莉接著看著打開的漆黑衣櫥，聽見媽媽說「這裡有人在」。從壁櫥裡，凱莉聽到母親的呼喚，同時發出痛苦和類似骨折的呻吟聲。
凱莉回到樓下時被凱文詢問狀況，結果她要求凱文幫忙搬沙發。凱莉和凱文然後推沙發以擋住聲音呼喚她的走廊。凱文睡著時，聲音再次呼喚著凱莉。當凱文醒來時發現凱莉失蹤，樂高積木、VHS影帶等物品都懸掛在牆上。聲音呼喚著凱文，示意他進入地下室，並看到了失去眼睛和嘴巴的凱莉。回到樓上後，凱文再次聽到神秘的聲音在呼喚，聲音表明祂想玩，而屋子裡的一些玩具開始消失。廚房裡的一個抽屜打開，凱文按照聲音的命令將刀插入了自己的一隻眼睛。
凱文拿起電話撥打9-1-1，低聲對接線員說自己被刀割傷。接線員告訴他不要掛斷電話，大人會趕來幫忙，並問他為何在竊竊私語，房間裡是否還有其他人和他在一起，以及他在房子裡的什麼地方。凱文稱自己在樓下，但門已消失，然後就掛了電話。電話之後變成了費雪電話玩具，聲音聲稱對此負責，告訴凱文自己「無所不能」。聲音透露，凱莉不聽自己的話，只想要爸媽，於是奪走了她的嘴。凱文照聲音的旨意上樓並拿著手電筒，發現自己在天花板上，最後走進一間空蕩蕩的臥室。
572天後，一堆玩具擺在看似沒有盡頭的走廊裡；一個身影坐在床邊，慢慢消失；黑暗中出現的照片上的人皆缺少五官。當鮮血濺到地板上時，凱文哭了起來，然後消失並反復飛濺，他尖叫著要找媽媽。凱文問祂是否可以看一些快樂的東西，一扇門出現在黑暗中，浮現出一張模糊的臉。這張臉告訴凱文去睡覺；當凱文問起祂的名字，但未獲得答覆。

## 演員
- 盧卡斯·保羅（Lucas Paul）飾演凱文（Kevin）[12]
- 黛莉·羅斯·泰特羅（Dali Rose Tetreault）飾演凱莉（Kaylee）[12]
- 潔咪·希爾（Jaime Hill）飾演媽媽[12]
- 羅斯·保羅（Ross Paul）飾演爸爸[12]

## 製作

### 發展
《魔童謠》為編導凱爾·愛德華·鮑爾（Kyle Edward Ball）的長片處女作，此前他經營著YouTube頻道，藉此讓觀眾發表關於他們噩夢的留言，鮑爾再根據這些留言拍攝重現影片。在網友提交的噩夢中，鮑爾將最常反復產生的情境形象當成靈感，製作成2020年概念验证短片《見鬼》（Heck），即《魔童謠》的前身。鮑爾回憶：「我小時候做過一場噩夢，在父母的房子裡找不到他們，屋內還有一個怪物，不少人都做過同樣的夢。」
本片的名稱來自美國兒歌〈愛之歌〉，鮑爾在1958年電影《朱門巧婦》中聽見該歌後想起了莎朗、露薏絲與布拉姆演唱的版本，並描述為自己「童年重要的一部分」。他鑑於〈愛之歌〉的公共領域、令人回味的硬派Key音，以及與個人等相關的因素，將此歌的原文名稱當作《魔童謠》的片名；為了避免在網上搜尋歌曲的小孩無意中找到本片，原文拼寫稍微做了修改。

## 反響

### 票房
《魔童謠》於加拿大和美國上映的前三天獲得了74萬美元的票房，每個大銀幕平均1100萬美元，在紐約、洛杉磯和芝加哥當週多場放映時售罄。2023年1月15日，本片票房累積至79萬美元，每個大銀幕平均1150萬美元。在為期四天的馬丁·路德·金紀念日週末，美國票房達89萬美元，以獨立恐怖片而言超乎外界預期。《魔童謠》總票房達202萬美元，與其1.5萬美元的製作預算相比，商業表現可謂成功。

### 評價
《魔童謠》在影評界獲得普遍正面的評價，但觀眾反應好壞兩極分化。電影在爛番茄網站上基於135篇評論，新鮮度73%，平均得分6.3／10；該網站共識：「《魔童謠》比起嚇人可能更令人困惑，但對於能接受或願意給予機會的觀眾而言，這部令人不安的電影將有難以撼動的地位。」在Metacritic上，電影根據25位影評的打分而獲得66分（滿分100），代表「普遍好評」。

## 備註
1. ↑  電影背景設定於1995年，但片中卻出現了2011年問世的橙色樂高積木拆解器以及一些當年不存在的零件，成為穿幫鏡頭[10]。

## 外部連結
- 官方网站
- 互联网电影数据库（IMDb）上《魔童謠》的资料（英文）